# Кинерка (приток Волги)
Кине́рка (чув. Кĕнер) — река в России, протекает в Мариинско-Посадском и Козловском районах Чувашии. Правый приток Волги.

## География
Длина реки — 14 км, площадь водосборного бассейна — 42,1 км². Исток на западной окраине деревни Аксарино Мариинско-Посадского района. Течёт на восток, по берегам сплошной полосой тянутся населённые пункты Аксарино, Сятракасы, Нижеры, Щамалы, Тузи, Мертень (все — Мариинско-Посадский район), Кинеры (Козловский район). Впадает в Куйбышевское водохранилище в деревне Криуши (у начала протоки Воложка, огибащей остров Криуши, в 1892 км от устья Волги).
Сток зарегулирован. Густота речной сети бассейна 0,42 км/км².
Имеет 2 притока.

## Данные водного реестра
По данным государственного водного реестра России относится к Верхневолжскому бассейновому округу, водохозяйственный участок реки — Волга от Чебоксарского гидроузла до города Казань, без рек Свияга и Цивиль, речной подбассейн реки — Волга от впадения Оки до Куйбышевского водохранилища (без бассейна Суры). Речной бассейн реки — (Верхняя) Волга до Куйбышевского водохранилища (без бассейна Оки).
Код объекта в государственном водном реестре — 08010400712112100001432.

## Название
Краевед И. С. Дубанов, ссылаясь на исследования И. С. Галкина отмечает: 

Происхождение названия Кинер некоторые объясняют исходя из мар. слов кине/кыне «конопля» и ер «озеро», то есть «Озеро, где мочат коноплю». Однако все населённые пункты с названием Кинер (Кинерь) расположены не на берегах озёр, а на берегах рек, ручьев. Происхождение гидронима убедительно раскрывается через марийский язык: Кӱан энгер, где кӱан «каменистый», энгер «река», то есть «Каменистая река» (И. С. Галкин).— Географические названия Чувашской Республики